# Russisch-Armeense Universiteit
De Russisch-Armeense Universiteit (Armeens: Հայ-ռուսական (սլավոնական) համալսարան, Engels: Russian-Armenian (Slavonic) University, RAU) is een openbare universiteit in Jerevan (Armenië).